# Phú Lộc, Huế
Phú Lộc là xã thuộc thành phố Huế, Việt Nam.

## Địa lý
Thị trấn Phú Lộc nằm ở trung tâm huyện Phú Lộc, có vị trí địa lý:
- Phía đông và phía nam giáp xã Lộc Trì
- Phía tây giáp xã Lộc Điền
- Phía bắc giáp xã Giang Hải với ranh giới là đầm Cầu Hai.

Thị trấn Phú Lộc có diện tích 27,42 km², dân số năm 1999 là 10.690 người, mật độ dân số đạt 390 người/km².

## Hành chính
Thị trấn Phú Lộc được chia thành 9 tổ dân phố: Mũi Né, 2, 3, 4, 5, 6, 7, 8, 9.

## Lịch sử
Ngày 13 tháng 6 năm 1986, Hội đồng Bộ trưởng ban hành Quyết định số 72-HĐBT về việc thành lập thị trấn Phú Lộc – thị trấn huyện lỵ của huyện Phú Lộc trên cơ sở các thôn Cao Đôi Xá, Gia Lương, Đông Lưu, Vọng Trì, Sách Chữ của xã Lộc Trì và thôn Đá Bạc của xã Lộc Điền.
Thị trấn Phú Lộc có tổng diện tích tự nhiên 1.516 ha và 7.136 nhân khẩu.
Ngày 30 tháng 6 năm 1989, Quốc hội ban hành Nghị quyết về việc chia tỉnh Bình Trị Thiên thành tỉnh Quảng Bình, tỉnh Quảng Trị và tỉnh Thừa Thiên Huế. Theo đó, thị trấn Phú Lộc thuộc huyện Phú Lộc, tỉnh Thừa Thiên Huế.
Ngày 6 tháng 2 năm 2020, HĐND tỉnh Thừa Thiên Huế ban hành Nghị quyết số 05/NQ-HĐND về việc thành lập tổ dân phố Mũi Né trên cơ sở tổ dân phố 1 và tổ dân phố Đá Bạc.
Ngày 30 tháng 11 năm 2024:
- Quốc hội ban hành Nghị quyết số 175/2024/QH15[7] về việc thành lập thành phố Huế trực thuộc trung ương trên cơ sở toàn bộ diện tích và dân số tỉnh Thừa Thiên Huế (nghị quyết có hiệu lực từ ngày 1 tháng 1 năm 2025).
- Ủy ban Thường vụ Quốc hội ban hành Nghị quyết số 1314/NQ-UBTVQH15[8] về việc sắp xếp đơn vị hành chính cấp huyện, cấp xã của thành phố Huế giai đoạn 2023 – 2025 (nghị quyết có hiệu lực từ ngày 1 tháng 1 năm 2025). Theo đó, thị trấn Phú Lộc thuộc huyện Phú Lộc, thành phố Huế.